# Європейське табло інноваційного розвитку
Європейське інноваційне табло (ЄІТ), також Європейський рейтинг інноваційності, англ. European Innovation Scoreboard (EIS) — система показників науково-технічного розвитку країн Європи.
Європейське інноваційне табло включає також цілу низку показників, що характеризують, зокрема, стан у сфері захисту прав на інтелектуальну власність. Цим підкреслюється внесок об'єктів інтелектуальної власності в інноваційний розвиток економік країн ЄС.

## Мета створення
Головна мета системи полягає в тому, щоб на основі аналізу даних окремих країн відпрацювати раціональну стратегію ЄС по гармонізації розвитку в рамках «єдиної Європи». Така стратегія передбачає
- міждержавну співпрацю в рамках ЄС
- розробку нових форм і методів взаємодії між окремими вченими і науково-дослідними організаціями.

На основі аналізу розробляються заходи практичної допомоги країнам, які мають невисокі значення контрольних показників. Ці заходи оформлені у вигляді спеціалізованих програм співпраці і надання цільової фінансової допомоги з бюджету ЄС, зокрема, зі Структурного фонду.

## Історія
Створенню системи показників передувала тривала дискусія між представниками різних країн-учасниць Співтовариства і проведення контрольних розрахунків з цілого ряду показників-кандидатів, на включення в остаточний список. У грудні 2001 року табло було реалізовано в робочому варіанті, де індикатори сконструйовані на основі стандартних статистичних показників системи EUROSTAT.
Спочатку ця система мала у своєму складі сімнадцять індикаторів (основних показників), що відібрані для узагальнення основних факторів і результатів інноваційної діяльності. Вони були розділені на чотири основні групи: людські ресурси, створення нових знань, передача і застосування знань, фінансування інновацій і ринки інноваційної продукції.
Згодом кількість показників та їх склад змінювалися. Зокрема, була проведена подальша деталізація показників із виділенням сфери послуг у спеціальну групу, що пов'язано зі зростаючою важливістю саме цього сектору в сучасній економіці. При аналізі стану НДДКР та інноваційної діяльності саме у цьому секторі виникає багато питань, бо існуючі стандарти для нього залишаються вкрай недосконалими.

## Набір показників
Показники чітко розподілено на вхідні (оцінюють ресурси наукової та інноваційної діяльності) та вихідні (відображають результативність наукових та науково-технічних робіт та інноваційної діяльності).
Набір показників сформовано експертним шляхом на основі ретельного аналізу групи з-понад 50 «показників-кандидатів», тому подальші зміни у системі цілком імовірні, особливо при змінах у складі експертних груп, які беруть участь у проекті.
На сьогодні показники Європейського інноваційного табло представлені у п'ятьох групах, які відображають різноманітні аспекти інноваційного розвитку:
1. «Рушійні сили інновацій» — індикатори, які відображають стан та структуру інноваційного потенціалу.
2. «Створення нових знань» — індикатори, які відображають рівні фінансування НДДКР.
3. «Інновації та підприємництво» — індикатори, які відображають рівні інноваційної активності на підприємствах (фірмах).
4. «Застосування» — індикатори, які відображають зайнятість та комерційну діяльність в інноваційних секторах.
5. «Інтелектуальна власність» — індикатори, які відображають патентну активність.

## Аналіз показників
При аналізі індикаторів ЄІТ експертами Європейської Комісії застосовуються такі підходи:
- показники окремих країн і ЄС в цілому порівнюються з аналогічними показниками безперечних світових лідерів інноваційного розвитку — Японії та США;

- більшість показників орієнтовані на оцінку ефективності (а не загального обсягу) інноваційної діяльності;

- порівняльні кількісні оцінки наводяться за окремими групами показників.